# Alosterna bicoloripes
Alosterna bicoloripes är en skalbaggsart som beskrevs av Maurice Pic 1914. Alosterna bicoloripes ingår i släktet Alosterna och familjen långhorningar. Inga underarter finns listade i Catalogue of Life.